# Europäisches Olympisches Sommer-Jugendfestival 2025/Tischtennis
Die Wettkämpfe im Tischtennis beim Europäischen Olympischen Sommer-Jugendfestival 2025 in Skopje fanden zwischen dem 22. und 26. Juli 2025 statt. Es war dies das erste Mal seit 2007, dass Tischtennis Teil eines Europäischen Olympischen Sommer-Jugendfestivals war.
Ausgetragen wurden je ein Einzel für Jungen bzw. Mädchen sowie ein Mixed Doppel, wobei der dritte Platz nicht ausgespielt wurde.

## Bilanz

### Medaillenspiegel
| Platz  | Land       | Gold | Silber | Bronze | Gesamt |
| ------ | ---------- | ---- | ------ | ------ | ------ |
| 1      | Polen      | 2    | 1      | –      | 3      |
| 2      | Österreich | 1    | –      | 1      | 2      |
| 3      | Rumänien   | –    | –      | 1      | 1      |
| 4      | Tschechien | –    | 1      | 1      | 2      |
| 5      | Frankreich | –    | 1      | –      | 1      |
| 6      | Ukraine    | –    | –      | 1      | 1      |
| 6      | Türkei     | –    | –      | 1      | 1      |
| 6      | Schweden   | –    | –      | 1      | 1      |
| Gesamt | Gesamt     | 3    | 3      | 3      | 9      |

### Medaillengewinner
| Disziplin      | Gold                                      | Silber                             | Bronze                                     |
| -------------- | ----------------------------------------- | ---------------------------------- | ------------------------------------------ |
| Einzel Jungen  | Patryk Żyworonek                          | Noah Vitel                         | Görkem Öçal Mark Usov                      |
| Einzel Mädchen | Nina Skerbin                              | Katarzyna Rajkowska                | Hanka Codet Diana Koljennikowa             |
| Mixed Doppel   | PolenPatryk Żyworonek Katarzyna Rajkowska | TschechienHonza Škalda Hanka Kodet | ÖsterreichTobias Tischberger Nina Skerbinz |
| Mixed Doppel   | PolenPatryk Żyworonek Katarzyna Rajkowska | TschechienHonza Škalda Hanka Kodet | RumänienRobert Istrate Andreea Băiașu      |